# Wilfried Rödiger
Wilfried Rödiger (* 4. Oktober 1937 in Tangermünde; † 14. Januar 2016) war ein deutscher Kardiologe.

## Leben
Wilfried Rödiger besuchte in Braunschweig bis 1958 die Gaußschule. Er studierte Medizin an der Albert-Ludwigs-Universität in Freiburg im Breisgau, an der Universität Basel sowie an der Universität Hamburg, wo er im Juli 1967 mit einer Arbeit zum Thema Untersuchungen über die Resorption von Calzium und Magnesium bei Meerwasserinhalationen zum Dr. med. promovierte. Am 20. März 1965 heiratete er die Braunschweigerin Karin Ziesche.
Seine berufliche Laufbahn begann er im Kreislauflabor des Universitätsklinikum Hamburg-Eppendorf (UKE). Wilfried Rödiger gelang 1969 die erste Eppendorfer Linksherzkatheteruntersuchung sowie die erste Verlegung einer transvenösen Herzschrittmacherelektrode; 1977 erhielt er die Venia Legendi für Innere Medizin zum Thema
Kreislaufverhalten bei dissoziiertem Hirntod. Von 1983 bis 2002 war er Professor (§ 17 HmbHG) für Innere Medizin – Kardiologie an der Universität Hamburg.
Gemeinsam mit Niels Bleese führte Rödiger 1984 die erste Herztransplantation in Hamburg durch. In diesem Zusammenhang war Rödiger auch an der Durchführung einer 1992 veröffentlichten Studie beteiligt, die den Nutzen der Herztransplantation gegenüber der konservativen Therapie in Frage stellte und damit auch außerhalb der medizinischen Fachwelt über Jahre hinaus Aufsehen erregte.

## Hamburger Herzklappen-Skandal
2001/2002 musste sich Wilfried Rödiger vor der Großen Strafkammer des Landgerichtes Hamburg wegen des Vorwurfs der Vorteilsannahme von der Firma Medtronic verantworten. Das Verfahren endete mit einem Freispruch.